# Muralhas de Plasencia

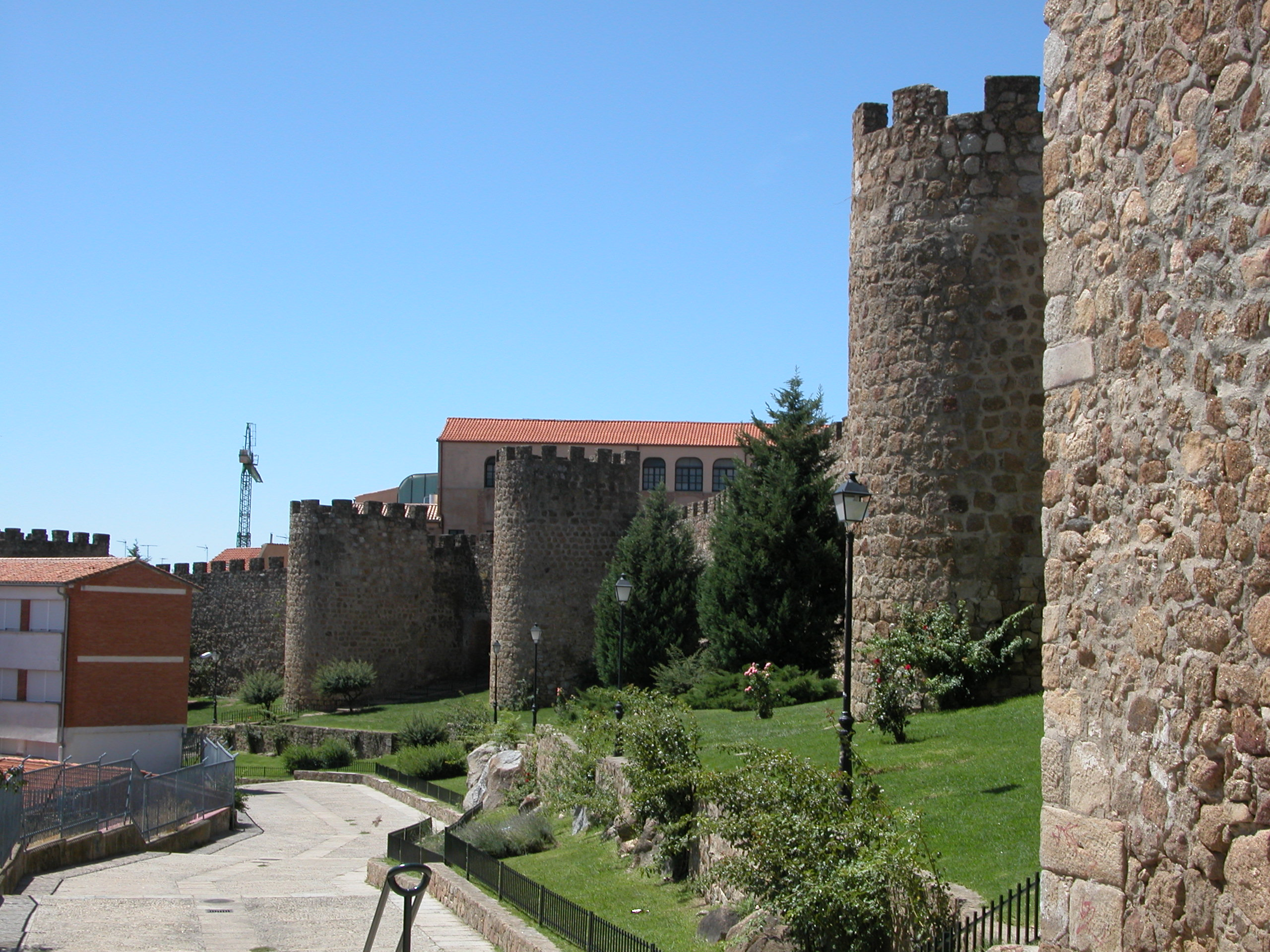

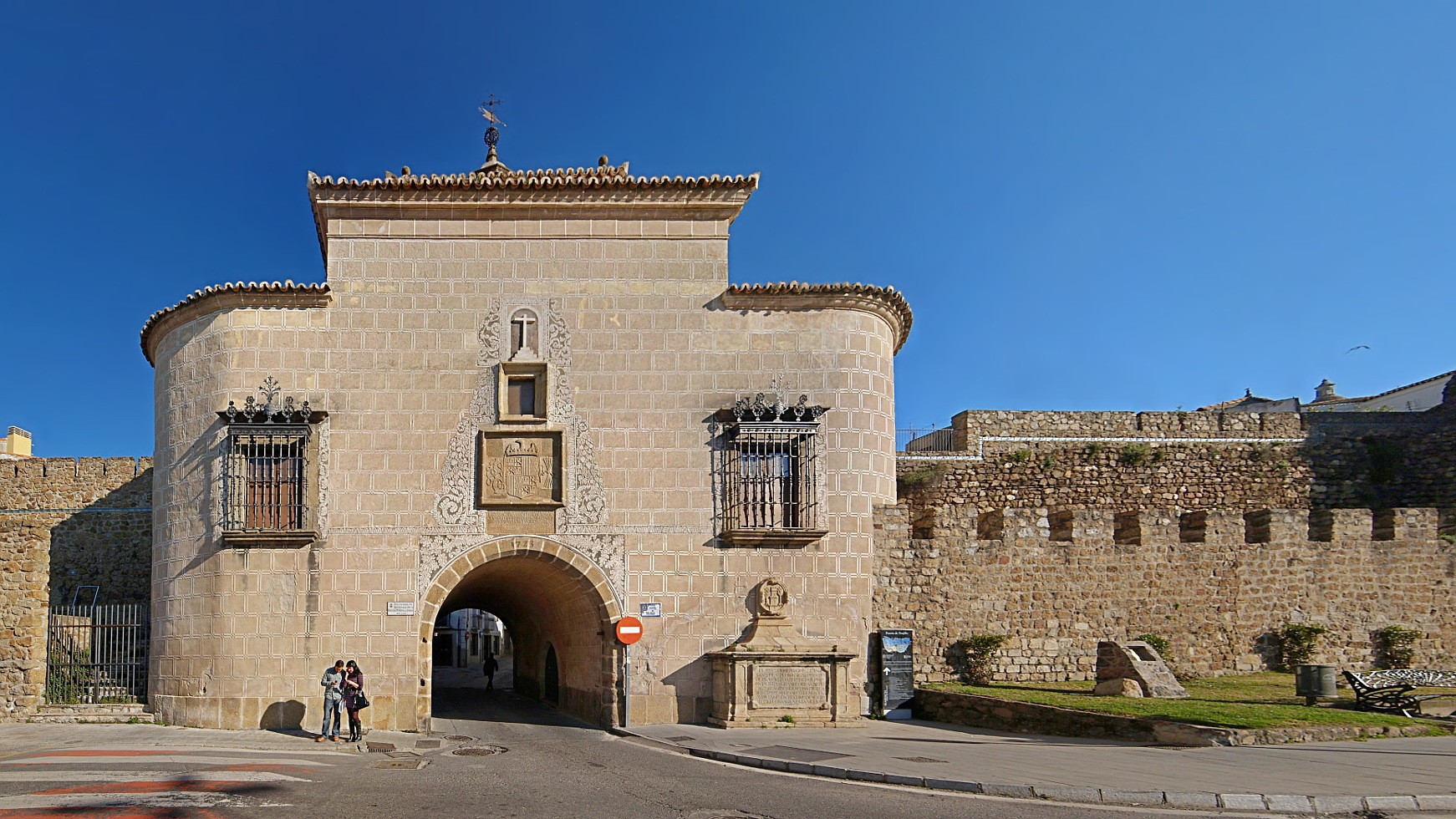
Porta de Trujillo

As Muralhas de Plasencia são uma cerca militar medieval que circunda o centro histórico da cidade Plasencia, na província de Cáceres, comunidade autónoma da Estremadura, Espanha.

## História
A construção das muralhas é contemporânea da fundação da cidade em 1186 pelo rei Afonso VIII de Castela, após a conquista da região aos mouros do reino taifa de Badajoz, e ficaria concluída em 1201.
A cidade foi concebida desde o início como uma fortaleza, ainda hoje se nota um pronunciado caráter militar na parte antiga da cidade. A criação da cidade fazia parte de uma estratégia do rei castelhano de fortalecimento da linha do Tejo, criando uma base de apoio à reconquista do sul da Península Ibérica e restringindo a expansão do Reino de Leão para oeste da Via da Prata, tanto em termos militares e políticos como em termos eclesiásticos, assegurando a colocação de Plasencia na arquidiocese de Santiago de Compostela em vez da arquidiocese de Toledo.
Em 1195, na sequência da Batalha de Alarcos, Plasencia é conquistada pelo Califado Almóada. Segundo alguns a tomada da cidade teria sido comandada por ibne Iúçufe, chefe militar de Iacube Almançor, segundo outros pelo próprio Almançor.
Voltaria à posse de Afonso VIII de Castela um ou dois anos depois. Para assegurar a defesa, o rei ordenou que se completassem as muralhas, tarefa que foi completada no tempo recorde de 9 meses com o esforço de 10 000 homens.
No final do século XIX partes da muralha e algumas portas e torres foram demolidos para supostamente melhorar a atmosfera viciada da área intramuros.

## Caraterísticas

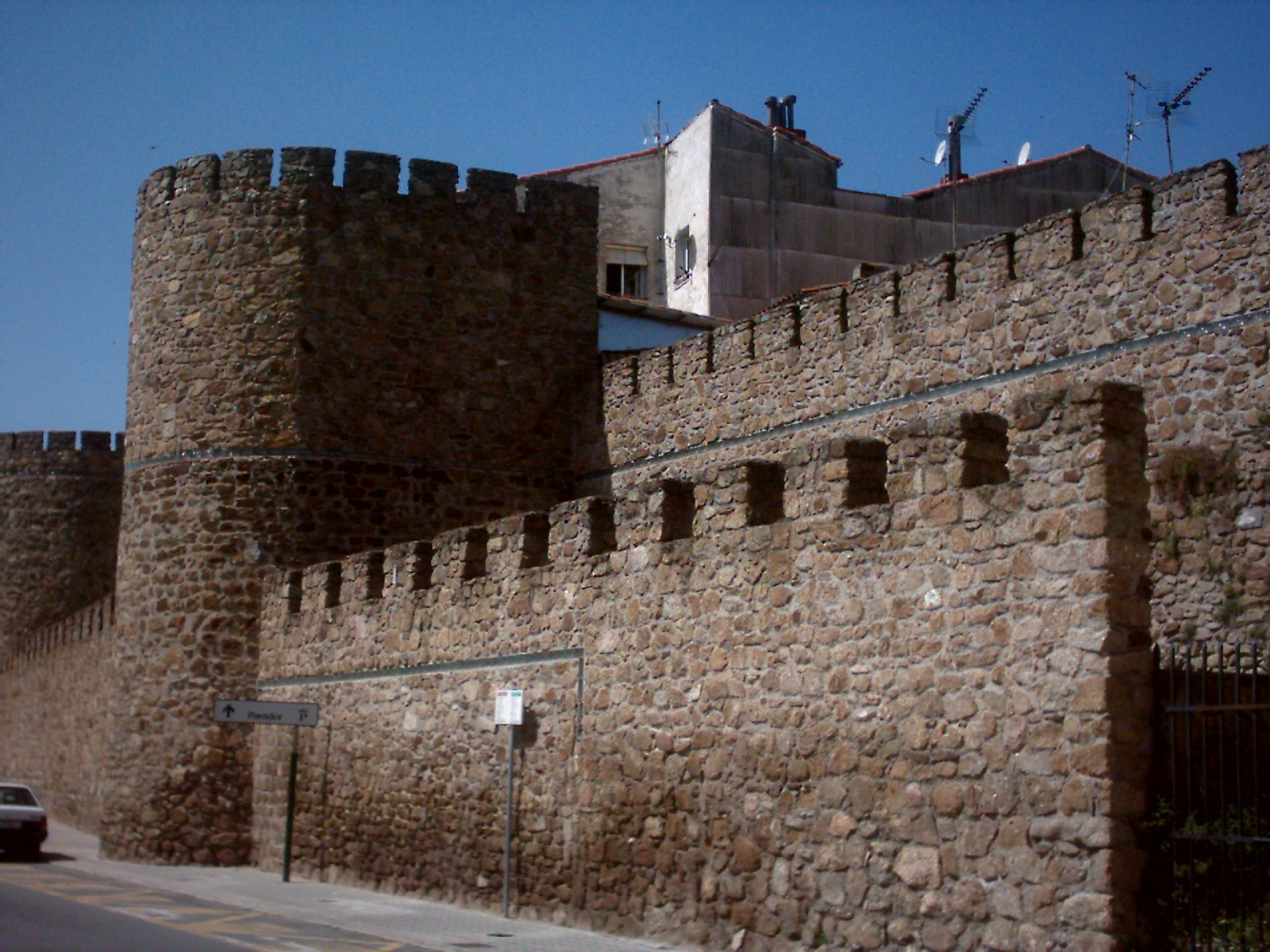
Torreão e barbacã

A maior parte da construção é em alvenaria, com silhares e pedras de forma irregular unidas com argamassa de terra e cal, usando pedras mais pequenas para preencher os interstícios. Consta de um sistema defensivo duplo, com um pano muito grosso e uma barbacã, separados entre si por um fosso, reforçado com uma série de torreões de planta semicircular conhecidos em espanhol como cubos. Originalmente existiam 70 destes torreões e quatro torres defensivas, junto à alcáçova, sete portas principais e dois postigos (portas mais pequenas). Atualmente (2010) restam 21 torreões, duas torres, cinco portas e os dois postigos.
Portas da muralha
De cada uma das sete portas principais — do Sol, de Trujillo, de Cória, Berrozanas, Santo Antão, Salvador e Talavera, — partiam ruas que conduziam à Plaza Mayor, o centro nevrálgico da cidade.
Torre Lucía
É uma das torres defensivas principais que se encontra em melhor estado de conservação. É assim chamada ("luzia") porque no seu cimo se acendia uma fogueira à noite para servir como farol aos viajantes que se aproximavam da cidade, nomeadamente aos vendedores que chegavam à noite para venderem as suas mercadorias de manhã. Atualmente (2010), está instalado na torre o Centro de la Fortaleza y Ciudad Medieval, que tem exposta informação sobre a fortaleza desaparecida e a sua história. Na zona encontra-se também o monumento que comemora o primeiro centenário da concessão em 1901 do título de "Muy Benéfica" a Plasencia, pela ajuda prestada pela cidade aos soldados que regressaram da Guerra de Cuba.